# Pierwszy gabinet Andrew Fishera
Pierwszy gabinet Andrew Fishera – siódmy w historii gabinet federalny Australii, urzędujący od 13 listopada 1908 do 2 czerwca 1909 roku. Był tworzony przez Australijską Partię Pracy (ALP), zaś na jego czele stał lider tej partii, Andrew Fisher. 
Gabinet powstał po tym, jak ALP wycofała swojej poparcie dla tworzonego przez Partię Protekcjonistyczną, mniejszościowego trzeciego gabinetu Deakina. Wcześniej oba ugrupowania prowadziły negocjacje w sprawie zawarcia koalicji, lecz wobec ich niepowodzenia, ALP postanowiła samodzielnie przejąć władzę. Sama również nie posiadała jednak większości, gdyż po wyborach z 1906 parlament pozostawał podzielony pomiędzy labourzystów, protekcjonistów i antysocjalistów. Dlatego także gabinet Fishera przez cały okres swojego istnienia miał charakter mniejszościowy.
W 1909 obie główne partie opozycyjne połączyły się, tworząc Związkową Partię Liberalną (CLP). Nowe ugrupowanie miało dość głosów w Izbie Reprezentantów, aby obalić gabinet Fishera i zastąpić go własnym, większościowym czwartym gabinetem Deakina.

## Skład
| stanowisko                                     | członek gabinetu |
| ---------------------------------------------- | ---------------- |
| premier                                        | Andrew Fisher    |
| minister skarbu                                | Andrew Fisher    |
| prokurator generalny                           | Billy Hughes     |
| minister spraw zagranicznych                   | Lee Batchelor    |
| minister spraw wewnętrznych                    | Hugh Mahon       |
| minister poczty                                | Josiah Thomas    |
| minister obrony                                | George Pearce    |
| minister handlu i ceł                          | Frank Tudor      |
| wiceprzewodniczący Federalnej Rady Wykonawczej | Gregor McGregor  |
| minister bez teki                              | James Hutchison  |